# Rathika Sitsabaiesan
Rathika Sitsabaiesan (tamoul : இராதிகா சிற்சபை ஈசன்), née le 23 décembre 1981 à Jaffna, est une femme politique canadienne. Elle a été députée néo-démocrate de la circonscription de Scarborough—Rouge River à Chambre des communes du Canada de 2011 à 2015.

## Biographie

### Jeunesse et études

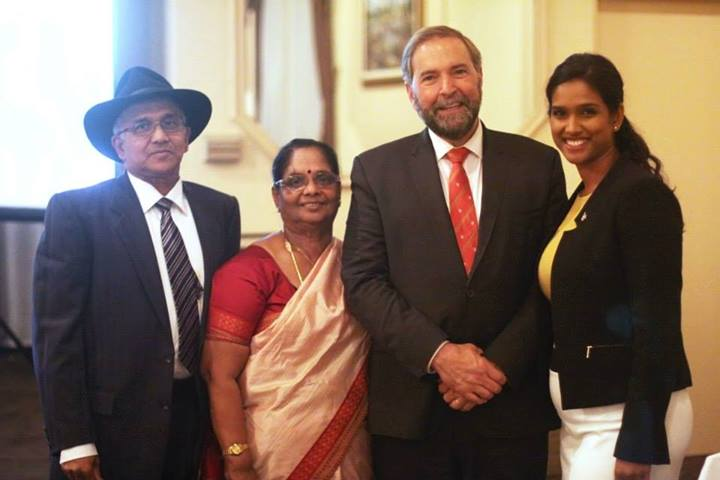
Rathika Sitsabaiesan en compagnie de ses parents et de Thomas Mulcair.

Sitsabaiesan est né à Jaffna, la capitale de la Province du Nord du Sri Lanka. Elle immigre au Canada avec ses parents et ses trois sœurs aînées à l'âge de cinq ans. Elle grandit à Mississauga, à l'ouest de Toronto. Après un accident de travail de son père, sa mère doit abandonner ses études en infirmerie et subvenir aux besoins de la famille.
Sitsabaiesan étudie à l'Université de Toronto durant deux ans. Elle y est vice-présidente de l'Association des étudiants tamouls. Elle poursuit ses études à l'Université Carleton, où elle obtient un baccalauréat en commerce. Elle obtient également une maîtrise en relations industrielles de l'Université Queen's.

### Carrière politique

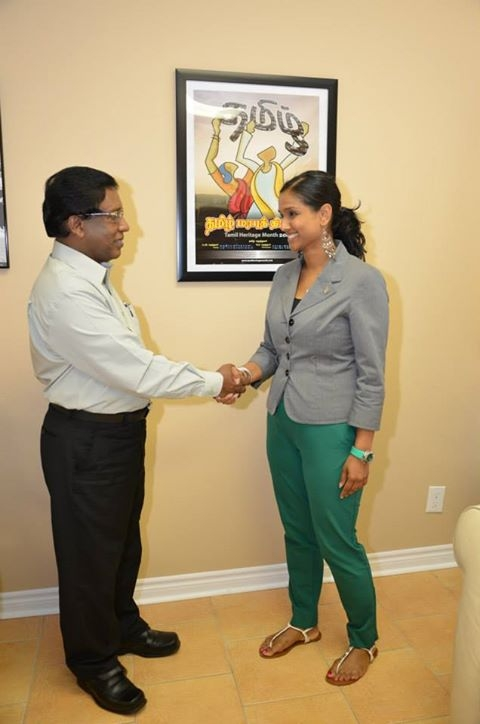
Rathika Sitsabaiesan avec Eswarapatham Saravanapavan, membre du Parlement du Sri Lanka.

En 2004, Sitsabaiesan participe en tant que bénévole à la campagne électorale du Nouveau Parti démocratique. Elle s'implique ensuite à divers niveaux de l'organisation. En 2008, elle est directrice de campagne et agit comme conseillère auprès du chef Jack Layton auprès des questions concernant les Tamouls.
En décembre 2009, elle devient candidate du Nouveau Parti démocratique dans la circonscription de Scarborough—Rouge River, un château fort libéral. Jack Layton fait le dernier arrêt de sa campagne lors de l'élection fédérale de 2011 au rassemblement de Rathika Sitsabaiesan. Elle réussit à remporter la circonscription avec 18 935 votes (40.62%), défaisant le libéral Derek Lee. Elle devient alors la première canadienne d'origine tamoule à être élue à la Chambre des communes du Canada, la première représentante féminine de la circonscription.
Sitsabaiesan est nommée porte-parole à l'emploi et au développement social dans le cabinet fantôme. Elle est ensuite porte-parole adjointe au patrimoine. En novembre 2014, elle est critiquée pour avoir comparé en chambre Maaveerar Naal, une journée de commémoration des Tigres de libération de l'Îlam tamoul, avec le Jour du Souvenir.
Aux élections fédérales canadiennes de 2015, elle est défaite dans la circonscription de Scarborough-Nord par le candidat libéral Shaun Chen.